# Agama lionotus
Agama lionotus là một loài thằn lằn trong họ Agamidae. Loài này được Boulenger mô tả khoa học đầu tiên năm 1896.

## Hình ảnh

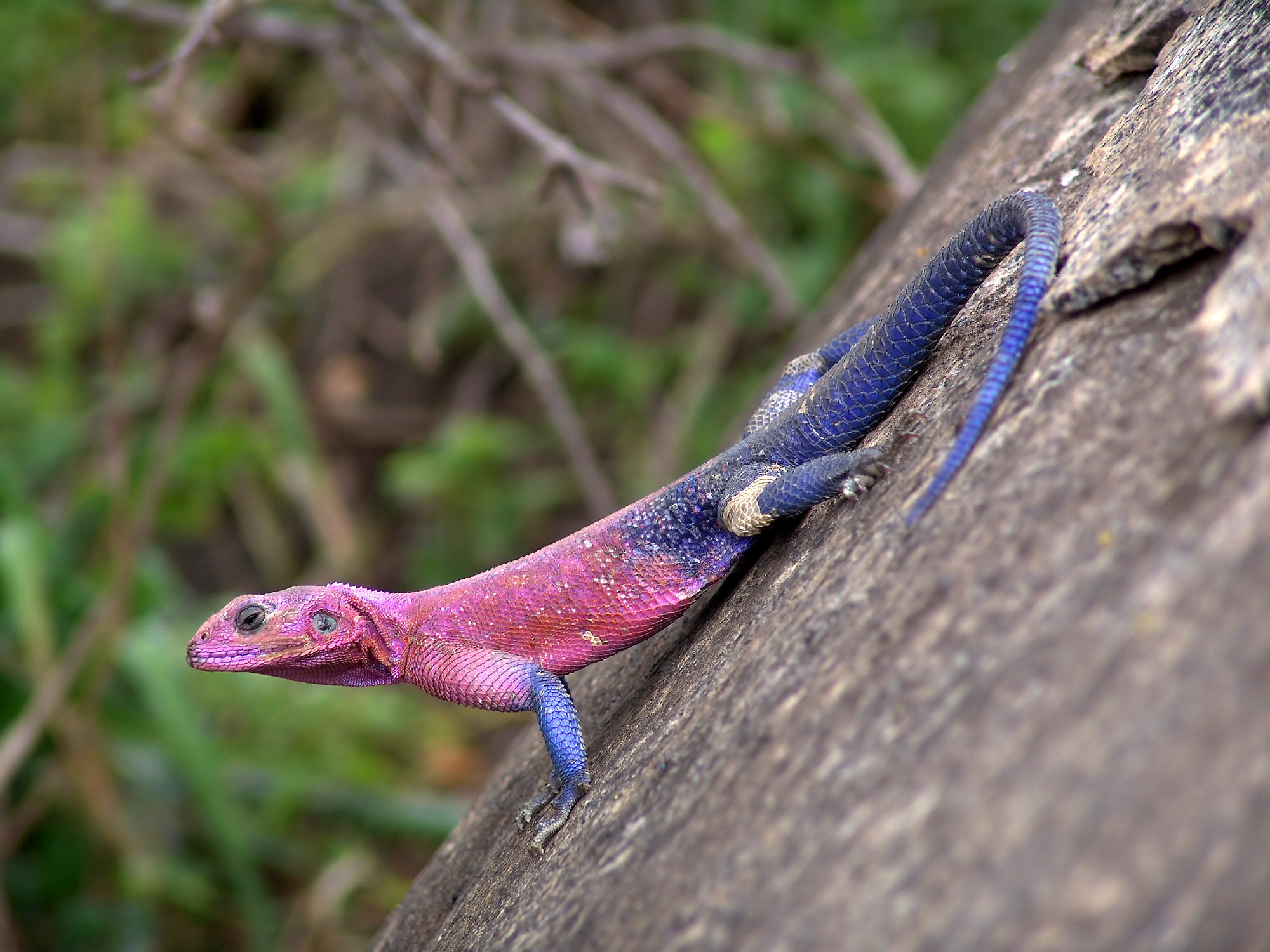
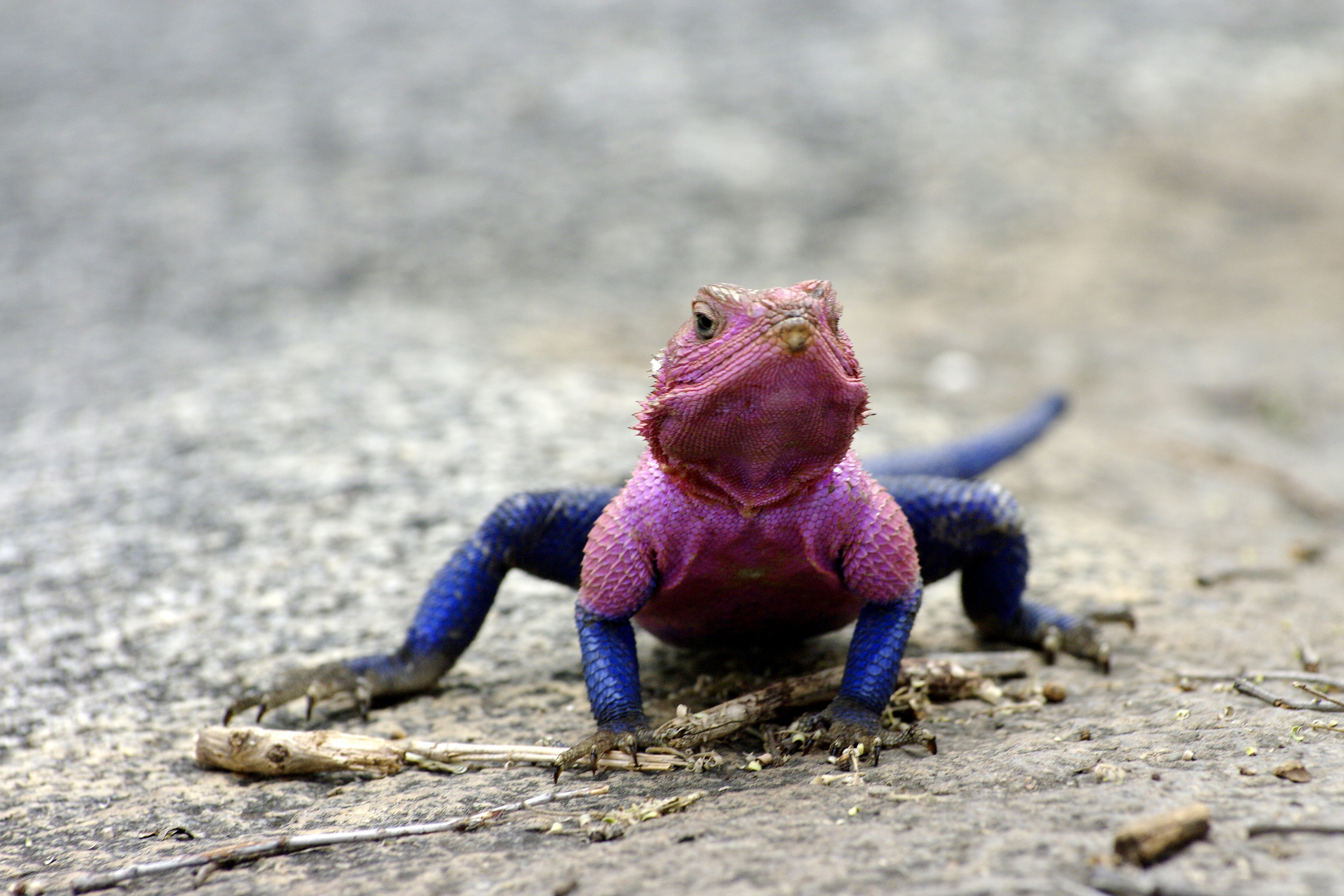
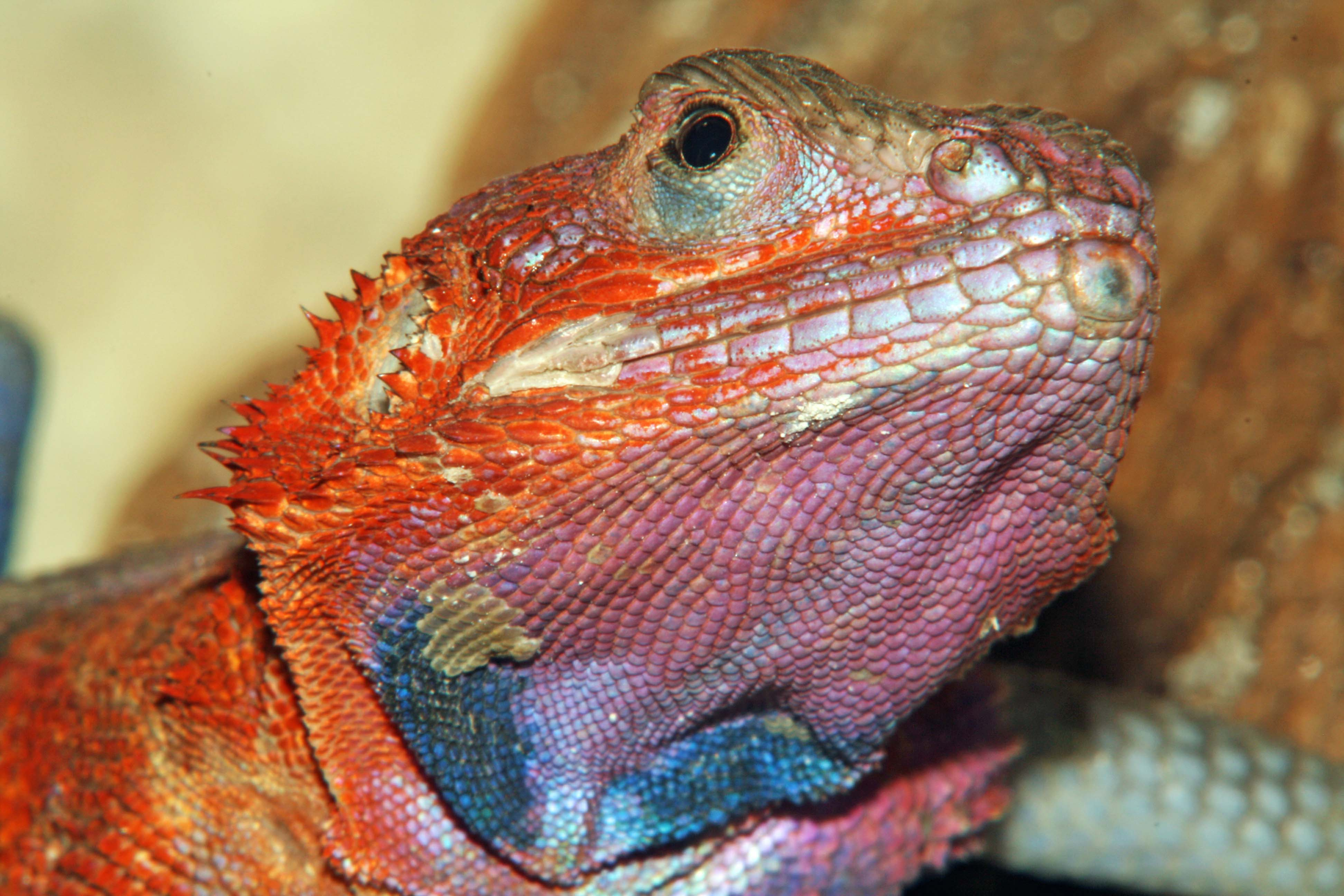
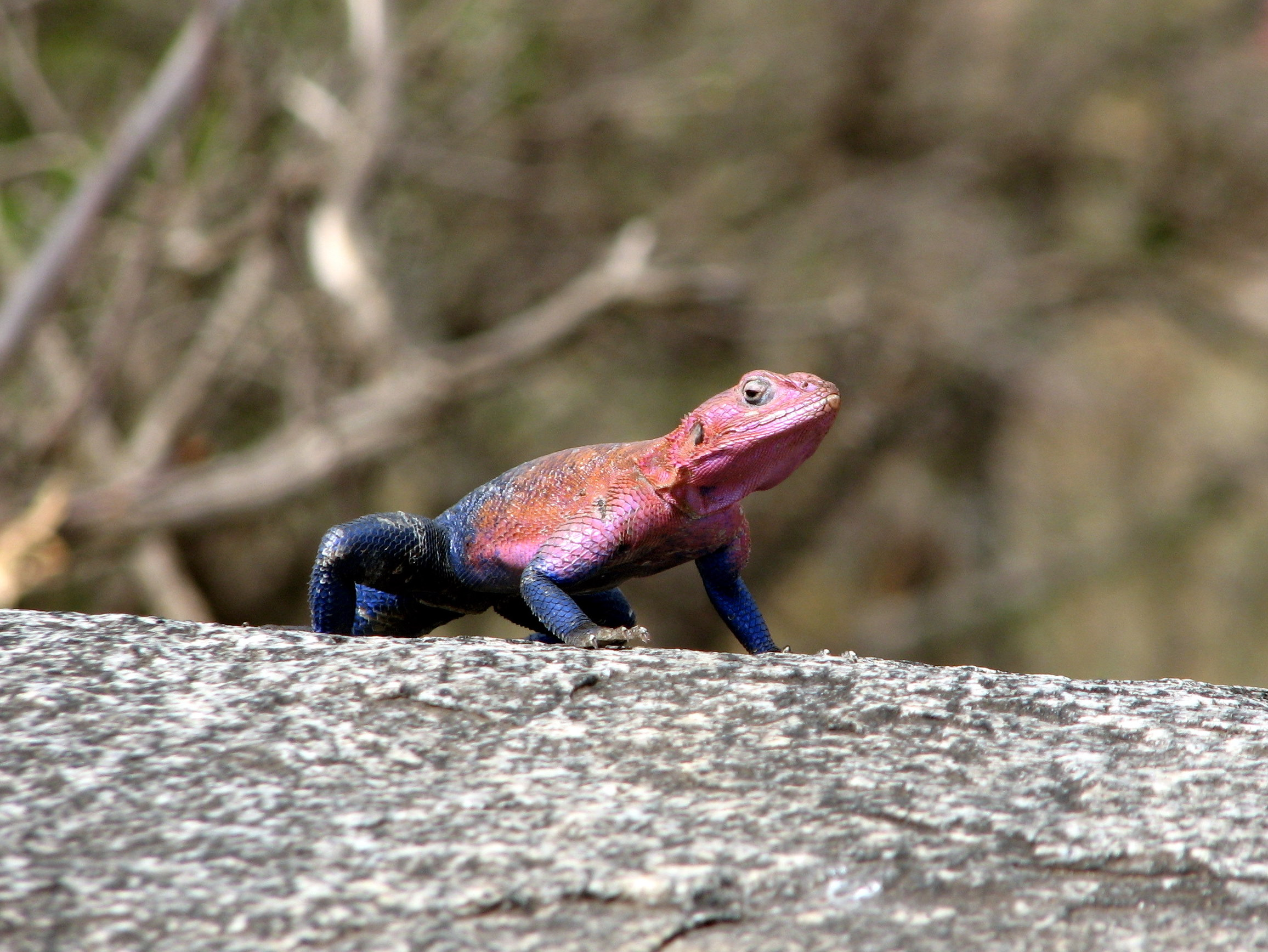